# تراولکس
تراولکس (انگلیسی: Travelex) شرکت خدمات مالی بریتانیایی است، که در سال ۱۹۷۶ تأسیس شد.